# Đinh Văn Hùng
Đinh Văn Hùng (sinh 1953) là chính khách Việt Nam. Ông là Đại biểu Quốc hội Việt Nam khóa XII, thuộc đoàn đại biểu Ninh Bình.
Ông sinh ngày 15 tháng 10 năm 1953, quê quán của ông là xã Gia Hưng, huyện Gia Viễn, tỉnh Ninh Bình. Trở thành đảng viên Đảng Cộng sản Việt Nam ngày 3 tháng 11 năm 1978, ông lần lượt kinh qua các chức vụ trong Đảng và chính quyền, từng giữ đến các chức vụ Chủ tịch Ủy ban nhân dân và Bí thư Tỉnh ủy Ninh Bình.
Ngày 14 tháng 10 năm 2010, Ban Chấp hành Trung ương Đảng Cộng sản Việt Nam kỷ luật cảnh cáo ông, để ông thôi tham gia Ban Chấp hành Trung ương Đảng Cộng sản Việt Nam khóa X, nghỉ công tác để nghỉ hưu với lý do ông phải chịu trách nhiệm cho những khuyết điểm, vi phạm của thường trực Tỉnh ủy, vi phạm tiêu chuẩn đảng viên, cấp ủy viên và phẩm chất, đạo đức, lối sống